# Catedral de la Inmaculada Concepción (Nankín)
La Catedral de la Inmaculada Concepción (en chino: 圣母无染原罪始胎堂) comúnmente conocida como la catedral de la ruta Shigu (石鼓路天主教堂) por los lugareños, es una iglesia de finales del siglo XIX que sirve como la catedral de la arquidiócesis de Nankín en la República Popular de China. Se encuentra ubicada en la zona céntrica de la ciudad en el 112 de la carretera  Shigu. El primero templo fue construido en 1870 durante la dinastía Qing , que más tarde fue dañado gravemente durante la Guerra de la Expedición Norte y tuvo que ser reconstruida por el gobierno chino en 1928. Desde 1930 ha servido como la catedral de la arquidiócesis de Nanjing y es la única iglesia católica en la ciudad de Nankín a la fecha. En 1982 también fue catalogado como un sitio histórico provincial de Jiangsu.